# Ioan Mânzatu
Ioan Mânzatu (n. 11 august 1932, satul Băbdiu, comuna Bobâlna, județul Cluj) este un fizician, scriitor și om politic român.
A fost președintele fondator al Partidului Republican, înființat în anul 1990, din partea căruia a candidat la președinția României în anul 1992, obținând 362111 de voturi, adică 3,04%.

## Lucrări publicate
- Ioan Mânzatu și Gheorghe Săsărman: Catastrofa mezonică, Colecția „Povestiri științifico-fantastice”, 1963, nr. 208-210
- Ioan Mânzatu: Paradoxala aventură, Colecția SF, Editura Tineretului, 1962
- Ioan Mânzatu: Paradoxala aventură, 228 p., Editura Phobos, 2005
- Ioan Manzatu: Paradoxala aventură, 232 p., Editura Miracol, 2005, ISBN 973-7683-01-3
- Ioan Manzatu: Chemarea nesfârșitului, 216 p. Editura Miracol, 2005, ISBN 973-7683-00-5